# Sabine Bergmann-Pohl
Sabine Bergmann-Pohl (født Sabine Schulz den 20. april 1946 i Eisenach, Thüringen, i den daværende sovjetiske besættelseszone i Tyskland) er en tidligere tysk politiker (Øst-CDU og CDU), der var det sidste og eneste folkevalgte statsoverhoved i Deutsche Demokratische Republik fra 5. april til 2. oktober 1990.
Bergmann-Pohl er uddannet i medicin og blev i 1980 dr. med. fra Humboldt-Universität zu Berlin. Hun blev medlem af DDR's CDU i 1981 og medlem af Volkskammer i marts 1990. Hun blev præsident for Volkskammer 5. april 1990, og idet Statsraat var blevet afskaffet, blev hun dermed DDR's statsoverhoved – som den første kvinde i øvrigt. Efter genforeningen blev hun medlem af Bundestag og minister for særlige anliggender (uden portefølje). Hun trak sig ud af politik i 2002.